# Чехов (город)
Че́хов — город в Московской области России. Образует административно-территориальную единицу (город областного значения с административной территорией) и одноимённое муниципальное образование со статусом городского округа.
Расположен на реке Лопасне (приток Оки), в 55 км от Москвы. Город был образован из рабочего посёлка Лопасня, который, в свою очередь, сформировался на базе сёл Бадеево, Зачатье и Садки.
До 2015 года также являлся административным центром Чеховского района, ныне упразднённого.

## Этимология
Город Чехов «вырос» из села Лопасня. Название же Лопасня, в свою очередь, принадлежало весьма древнему русскому городу, много веков назад размещавшемуся на этом же месте или поблизости — об этом по сей день спорят историки. В 1954 году посёлок преобразован в город Чехов в честь писателя А. П. Чехова: в конце XIX века он жил неподалёку от Лопасни в селе Мелихово.

## География
Город Чехов располагается к югу от столицы, в 50 километрах от МКАД по автодороге. С Москвой город соединяют Курское направление Московской железной дороги, Симферопольское шоссе, рядом проходит автотрасса «Крым». Железнодорожная станция «Чехов» располагается на 75 километре железной дороги (0 километр — Курский вокзал). Бо́льшая часть города расположена на левом берегу реки Лопасни и к западу от железнодорожной магистрали. Город протянулся с севера на юг на 5 км. Площадь города — 23 км².
Климат — умеренно континентальный с умеренно-холодной зимой и тёплым влажным летом. Частое прохождение циклонов с Атлантики и иногда со Средиземноморья обуславливает увеличение облачности. Среднеянварская температура составляет около −9 °C, среднеиюльская — около +18 °C. Средняя продолжительность безморозного периода — около 200 дней.
Почвы — преимущественно аллювиальные, серые лесные.

## История
В незапамятные времена[когда?]

 на приокской равнине в результате таяния спустившегося с севера мощного ледника возникли Ока и её притоки Нара, Протва, Лопасня и другие речки, сохранившиеся до наших дней. Населяли эти земли первые люди эпохи неолита, от которых остались каменные орудия топоры, ножи, копья. С VIII века до н. э. и по VI век н. э. здесь складывались поселения патриархально-родовых общин, уже знавших огонь и даже создававших примитивные глиняные изделия. Во второй половине X века по берегам Оки стали селиться вятичи. Остатки этих древних славянских сёл находили в разных местах лопасненского края при впадении речки Теребенки в Лопасню, у села Солнышкова, в Спас-Темне, Старом Спасе, Талеже.
В 1175 году, после кровавых битв за право владения Владимиро-Суздальскими землями, победа досталась братьям Михаилу и Всеволоду Большое Гнездо. Во время боевых походов и сражений их жёны укрывались под защитой Великого князя Святослава Черниговского. «…И пссом Святослав посла жены их, Михалковую и Всеволо жую, приставя к ним сына своего Олега, проводит я до Москвы. Олег же възвратив в свою волость Лопасну…». Так впервые в летописи появляется название города.
И в дальнейшем история Лопасни — это история бесконечных войн, разрушений, пленений. В 1246 году после гибели в Орде князя Михаила Черниговского его Черниговское княжество распалось на уделы, и Лопасня вошла в состав образовавшегося Тарусского княжества.
В начале XIV века Лопасна была продана тарусскими князьями митрополиту Петру. «Собиратель земель русских» Иван Калита ценил град Лопасню и отписал его в своём духовном завещании сыну Андрею. Затем Лопасна была выменена Москвой у серпуховских князей с тем, чтобы отдать её Рязани в обмен на «места рязанские» по р. Протве. В 1371 году Москва захватила Лопасну, а в 1380-е вынуждена была вернуть её Рязани.
В 1572 году севернее современного Чехова при селе Молоди состоялась Молодинская битва, закончившаяся крупной победой над численно превосходящими силами крымского хана Девлет-Гирея. Молодинская битва завершила трёхлетнюю борьбу России с турецко-крымским нашествием.

### Лопасня и Пушкины

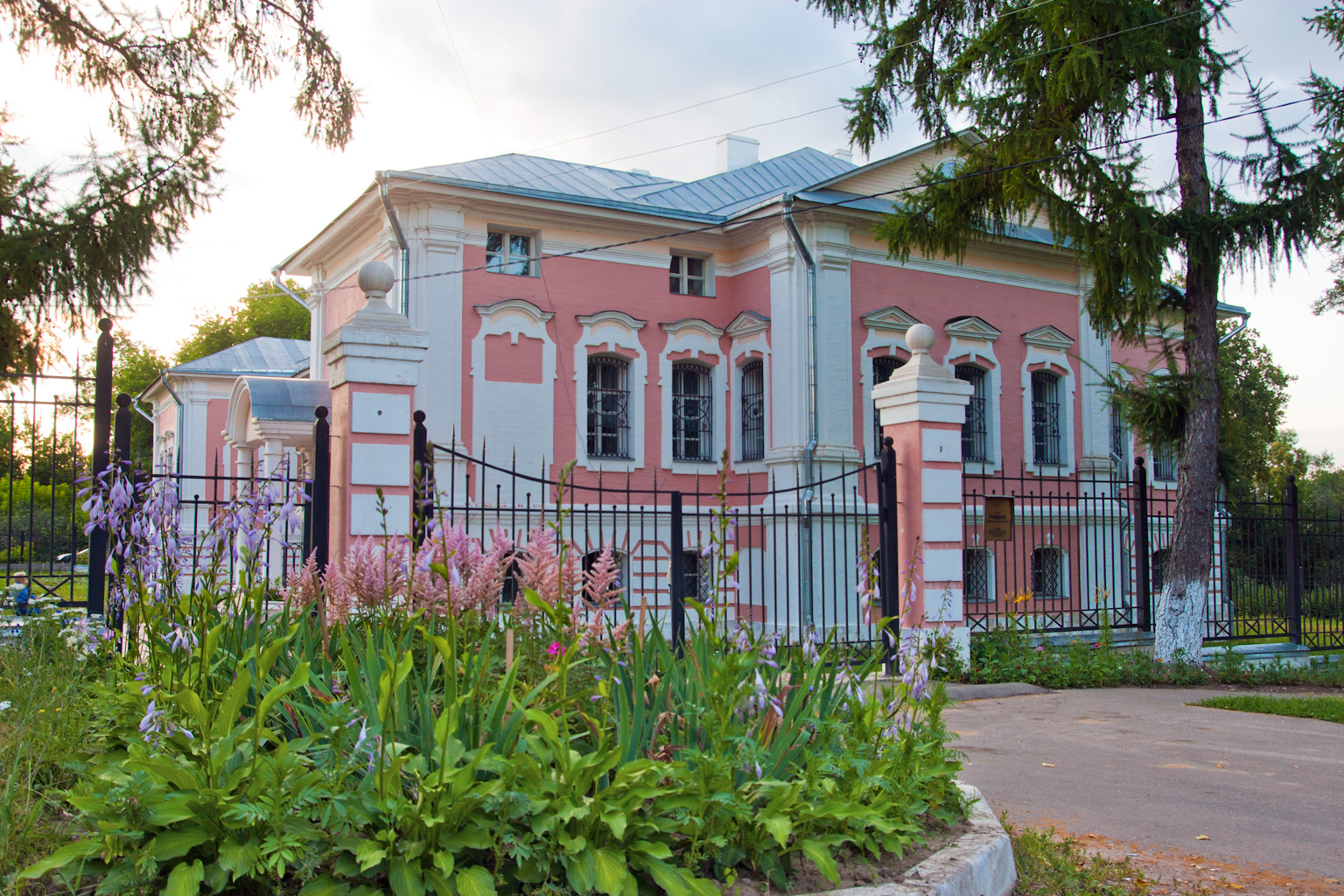
Усадьба Гончаровых-Васильчиковых (с 2007 г. музей)

Особое место в истории Лопасни занимает всё, что связано с именем Пушкина, после гибели которого его жена Наталья Николаевна часто вместе с детьми посещала имение Васильчиковых «Лопасня-Зачатьевское». В этом поместье и в начале XX века жили её родные; тут же похоронены (или перезахоронены) некоторые из потомков поэта. В 1917 г. в усадебном доме обнаружена рукопись «Истории Петра».
Второй муж Натальи Николаевны, Пётр Ланской, был близким родственником Васильчикова. В Лопасне жили три родные сестры Ланского: Мария (была замужем за генералом Николаем Ивановичем Васильчиковым), Елизавета и Наталья. Вместе с детьми Васильчиковых росла Софья Александровна Пушкина. После её смерти в 1875 году девять детей Пушкиных также воспитывались в доме Васильчиковых. Подолгу жил в Лопасне и Александр Александрович, старший сын Александра Сергеевича Пушкина, участник Русско-турецкой войны 1877—1878 годов. Очень любила бывать в Лопасне и старшая дочь Александра Пушкина Мария Александровна.
Рядом с церковью Зачатия Святой Анны находится фамильный некрополь Пушкиных. В нём покоятся потомки Александра Сергеевича: его старший сын А. А. Пушкин, внуки Г. А. и С. А. Пушкины, правнучка поэта по женской линии С. П. Воронцова-Вельяминова.

### Современное наименование
В 1954 году посёлок Лопасня был преобразован в город областного подчинения Чехов. Название он получил в честь А. П. Чехова, русского писателя XIX—XX вв. (усадьба Мелихово, где жил и работал Чехов, находится недалеко от города).
В 1965 году в черту Чехова был включён рабочий посёлок Венюково. В 1994—2004 годах Чехов также был центром Чепелёвского сельского округа.

## Городское поселение Чехов

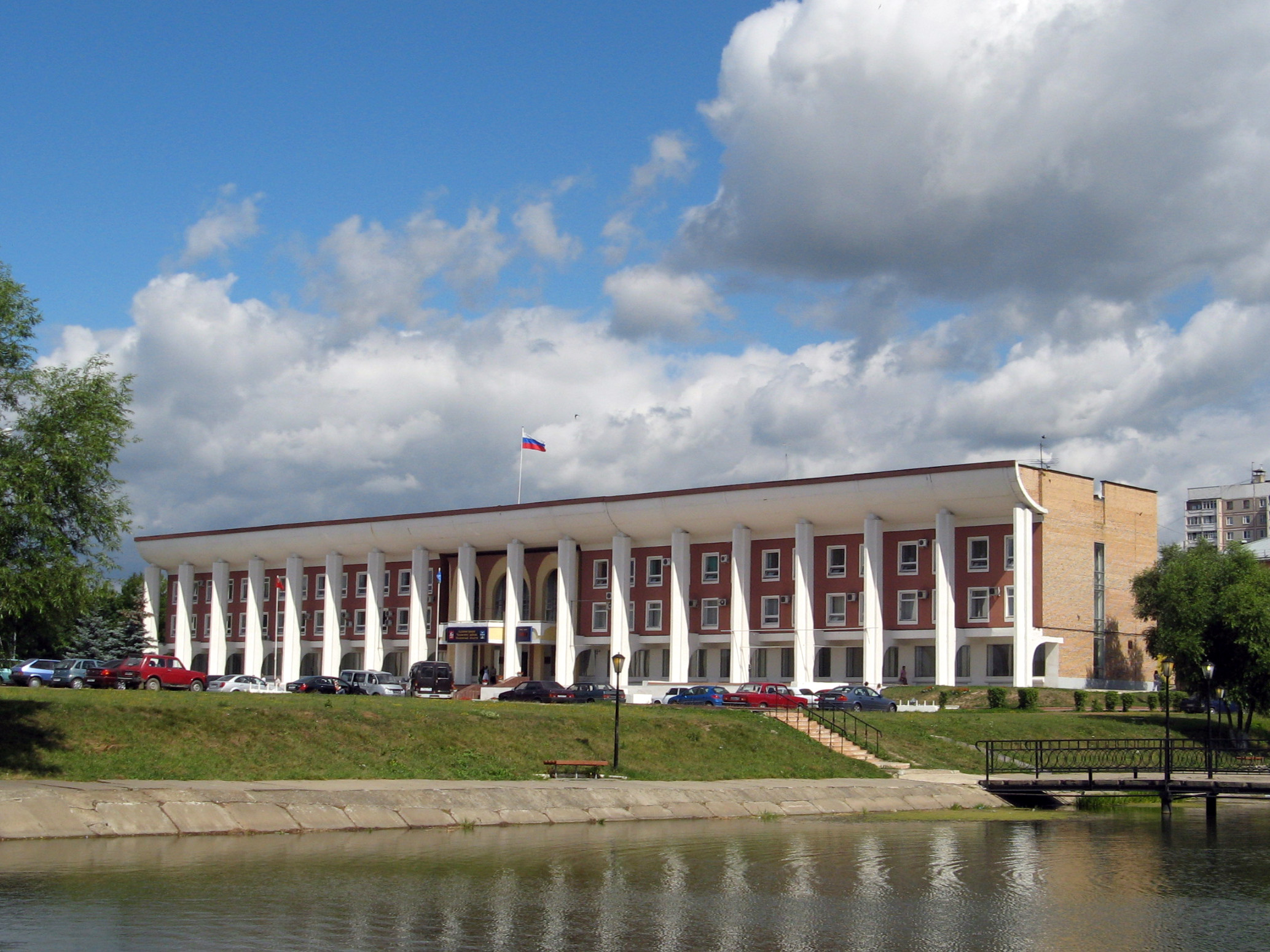
Здание районной администрации в г. Чехов

В ходе реализации Федерального закона «Об общих принципах организации местного самоуправления в Российской Федерации» в Московской области были созданы муниципальные образования. В 2005 году был принят закон Московской области «О статусе и границах Чеховского муниципального района и вновь образованных в его составе муниципальных образований». Было в частности образовано муниципальное образование «городское поселение Чехов», в состав которого вошёл 1 населённый пункт — город Чехов.

### Географические данные
Площадь городского поселения — 2984 га.
Муниципальное образование находится в центральной части Чеховского муниципального района, и граничит:
- с сельским поселением Стремиловское (на юге, западе и севере),
- с сельским поселением Баранцевское (на востоке).

### Органы власти
Структуру органов местного самоуправления в муниципальном образовании составляют:
- Совет депутатов города Чехова;
- Глава города Чехова;

Совет депутатов — представительный орган местного самоуправления. В его состав входят 20 депутатов, избираемых гражданами на основании всеобщего равного и прямого избирательного права при тайном голосовании сроком на 5 лет. Председателем совета депутатов является Глава города Чехова.
Глава города Чехова избирается гражданами городского поселения на прямых выборах сроком на 5 лет. Глава города возглавляет Совет депутатов города Чехова.
Глава г. Чехов — Артамонов Григорий Игоревич.

## Население
| 1939    | 1959    | 1967    | 1970    | 1974    | 1979    | 1982    | 1986    | 1987    | 1989    |
| ------- | ------- | ------- | ------- | ------- | ------- | ------- | ------- | ------- | ------- |
| 3538    | ↗13 950 | ↗28 000 | ↗37 641 | ↗43 000 | ↗52 497 | ↗54 000 | ↗57 000 | →57 000 | ↗59 206 |
| 1992    | 1996    | 1998    | 2000    | 2001    | 2002    | 2003    | 2005    | 2006    | 2007    |
| ↗60 200 | ↘60 100 | ↘59 800 | ↘59 100 | ↗59 200 | ↗72 917 | ↘72 900 | ↗73 000 | ↘71 766 | ↗73 400 |
| 2008    | 2009    | 2010    | 2011    | 2012    | 2013    | 2014    | 2015    | 2016    | 2017    |
| ↗73 600 | ↘73 574 | ↘60 720 | ↘60 700 | ↗62 385 | ↗65 359 | ↗67 603 | ↗69 028 | ↗69 789 | ↗70 548 |
| 2018    | 2019    | 2020    | 2021    | 2023    | 2024    |         |         |         |         |
| ↗71 301 | ↗71 932 | ↗72 231 | ↗89 025 | ↘87 039 | ↘86 164 |         |         |         |         |

На 1 января 2025 года по численности населения город находился на 191-м месте из 1124 городов Российской Федерации.

## Экономика
В Чеховском районе уделяется большое внимание привлечению инвесторов в различные сферы экономики. Из самых крупных проектов — завершение строительства третьей очереди логистического комплекса «ФМ Ложистик», на котором занято около 900 человек; ОАО «Электрощит», расширение производственной деятельности ООО «Данон Индустрия» и др.
Всего открыто более 1500 новых рабочих мест.

FM Logistic в Чехове

В 2007 году введены в строй два новых промышленных предприятия. Это завод по производству теплоизоляционных плит из экструдированного пенополистирола ЗАО «Дау Кемикл» и фабрика по производству шоколадной массы швейцарской фирмы «Барри Каллебаут».
В стадии реализации находятся ещё несколько инвестиционных проектов. Новые промышленные производства вносят существенный вклад в бюджет района, открываются новые рабочие места.
Предпочтение в работе с инвесторами отдаётся экологически чистым, высокотехнологичным производствам.
В число крупнейших промышленных предприятий города входят:
- ГК «Чехов-авто» (крупнейший продавец автомобилей в регионе, осуществляет продажу автомобилей и запасных частей к ним) (предприятие фактически прекратило своё существование более 15 лет назад. В бывшем здании Чехов-Авто был открыт гипермаркет Карусель, который на декабрь 2024 года так же прекратил своё существование)
- ЗАО «Металлоторг» (металлобаза в Чеховском районе, филиал крупнейшего в европейской части России предприятия, реализующего металлопрокат)
- ООО «Си-Эс-Ай» «Восток» (пластиковые крышки для газированных напитков и пива)
- ООО «Данон-индустрия» (молочные и кисломолочные продукты)
- ООО «Полиальт» (выпуск сотового поликарбоната)
- ООО «Шаттдекор» (производитель декоративной бумаги для нужд мебельной промышленности)
- ООО «Тут плитка» (производство, укладка и продажа тротуарной плитки)
- ООО «PNK-Group» (один из крупнейших складских терминалов РФ)
- ООО «ТСБ плюс» (электричество в Чехове)
- ООО «Логопарк ЮГ» (логистический складской комплекс, включающий в себя склады Лента, Адидас, Абрау-Дюрсо, Прораб и др.)
- ПАО «Институт инженерной иммунологии» (медицинские и ветеринарные препараты)
- ПАО «Корма» (комбикорма для коров, свиней, птиц)
- ПАО «КВЗ» (Крюковский вентиляторный завод) (вентиляторы общепромышленного и специального назначения, тягодутьевые машины)
- ПАО «Любучанский завод пластмасс» (производство пластмассовых изделий)
- ПАО «Мэджик фото анд креатив»

- ПАО «Чеховская кондитерская фабрика» («Чеховский Кондитер»[37], производство кондитерских изделий)
- ПАО «Чеховский завод „Гидросталь“» (металлоконструкции строительного назначения, крановое гидромеханическое оборудование)
- ПАО «Чеховский полиграфический комбинат» (издательская и полиграфическая деятельность, тиражирование записанных носителей информации) (на данный момент фактически прекратил своё существование. Комплекс зданий принадлежит Первой образцовый типографии. Большинство помещений сдаются в аренду. На базе ЧПК создано предприятие Чеховский печатный двор, которое постоянно меняет хозяев.)
- ПАО «ЧРЗ» (переработка и восстановление изношенных автопокрышек, регенерат, резина дроблёная) (большая часть территории сдаётся в аренду)
- ЗАО «Энергомаш (Чехов) — ЧЗЭМ» (выпуск трубопроводной арматуры высокого давления и запасных частей к ней) (фактически прекратило существование. Вся территория сдаётся в аренду под картинг, теннис, выставки и т. д.)

В Чехове действуют крупнейшие розничные торговые сети известных компаний, таких как ЛЕНТА, сети Группы компании О’КЕЙ ДА!, Ашан, Дикси, Перекрёсток, Карусель, Пятёрочка, Торнадо, Магнит, М.Видео, Кораблик, Спортмастер, Компьютерный магазин «Пилот», Интернет магазин OZON, Все инструменты.ру сети салонов сотовой связи Связной, МТС, Мегафон, Билайн.
Также находятся отделения крупнейших банков России: ВТБ, Сбербанк, Московский кредитный банк, Альфа банк

### Транспорт
- Железнодорожная станция Чехов на линии Москва — Тула (Курское направление МЖД), а также на линиях Дедовск — Чехов, Царицыно — Серпухов, Волоколамск — Чехов. Ближайшая станция, на которую можно быстро пересесть — Царицыно Замоскворецкой линии. Подвижным составом являются ЭП2Д из депо Перерва и Нахабино, а также модифицированные ЭП2Д «РЭКС».
- От автостанции также отправляются междугородние автобусные маршруты 1365 (Чехов — Москва м. Лесопарковая), 61 (Чехов — Подольск), 428к (Чехов — м. Лесопарковая, заезжает в Новый Быт и Попово). Автобус 1365 также останавливаются возле станции метро Аннино Серпуховско-Тимирязевской линии, а станция метро Лесопарковая Бутовской линии позволяет попасть на Калужско-Рижскую линию метро.
- 34 пригородных автобусных маршрутов от автовокзала (расположен у железнодорожного вокзала).
- 8 внутригородских автобусных маршрутов (№ 1к, 3, 4, 5к, 6к, 7к, 8, 10к).

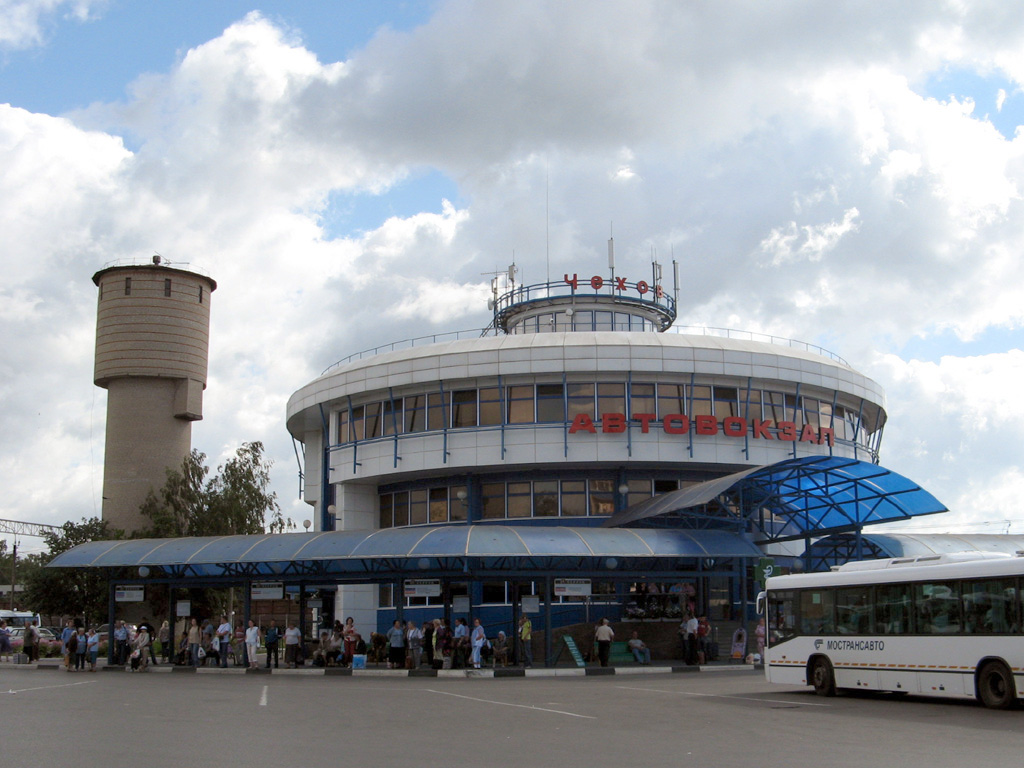
Автовокзал Чехова
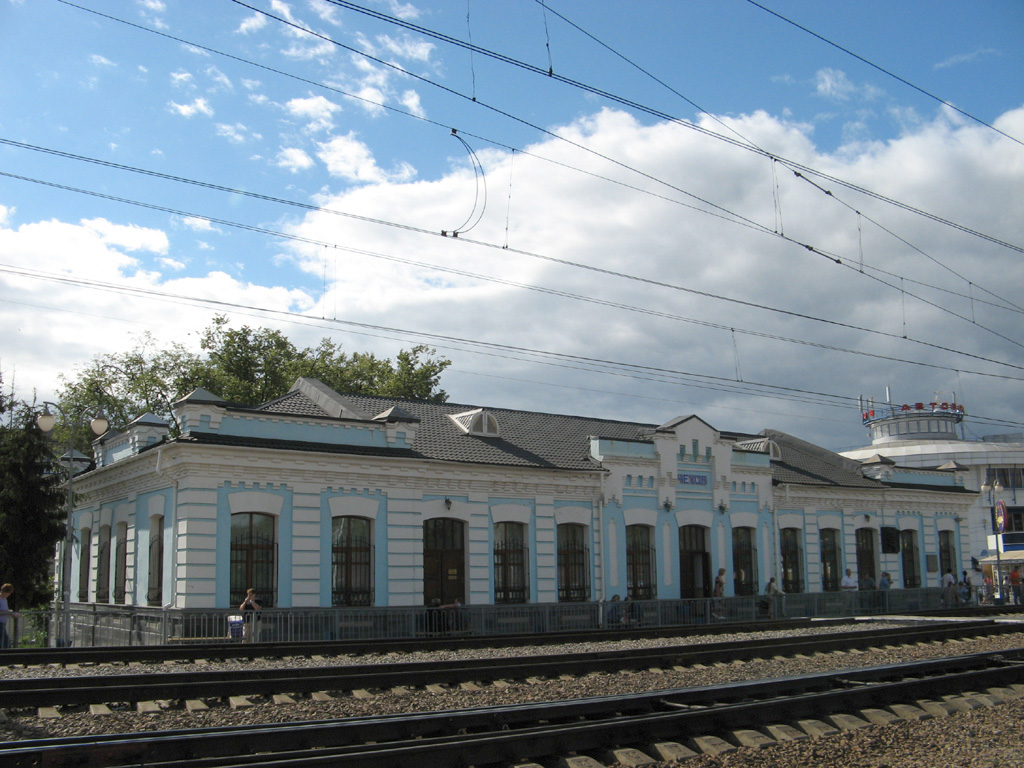
Железнодорожный вокзал Чехова

## Стратегическое значение
Рядом с городом находится высокозащищённый комплекс сооружений Генштаба ВС РФ, предназначенный для размещения ставки командования в случае крупномасштабной войны.

## Образование
- Чеховский филиал Московского финансово-юридического университета (МФЮА)

## Строительство

Строительство жилого комплекса на ул. Береговая

В 2011 году сдан в эксплуатацию торгово-развлекательный центр «Карнавал» на улице Московская. На четырёх этажах комплекса находятся: продуктовый супермаркет, супермаркет электроники и бытовой техники, универмаг одежды, многозальный кинотеатр и детский развлекательный комплекс, фуд-корт.

## Социальная обстановка
В связи с активным строительством и последующим ростом населения осложнилась обстановка по обеспечению населения социальными услугами — в детских садах не хватает мест, больницы и поликлиники переполнены посетителями. В городе явно выраженная диспропорция между размером населения и количеством рабочих мест, в связи с этим весьма ощутимы утренние и вечерние пробки на выездах из города и волны пассажиропотока на железной дороге. В последние несколько лет в городе наблюдается большое количество наркоманов и алкоголиков.

## Здравоохранение
С 2000 года в структуру здравоохранения района входят муниципальные учреждения здравоохранения:
1. Управление здравоохранения Администрации Чеховского муниципального района;
2. МУЗ «Чеховская районная больница № 1» (мощностью 333 койки дневного и круглосуточного пребывания);
3. МУЗ «Чеховская районная больница № 2» (мощностью 230 коек, с амбулаторно-поликлиническими отделениями мощностью 445 посещений в смену);
4. МУЗ «Центральная районная поликлиника» (мощностью 1075 посещений в смену);
5. МУЗ «Любучанская участковая больница» (с коечной мощностью 40 коек и амбулаторно-поликлиническими отделениями на 175 посещений в смену);
6. МУЗ «Станция скорой медицинской помощи» (рассчитана на 25 тыс. выездов в год).

## Спорт

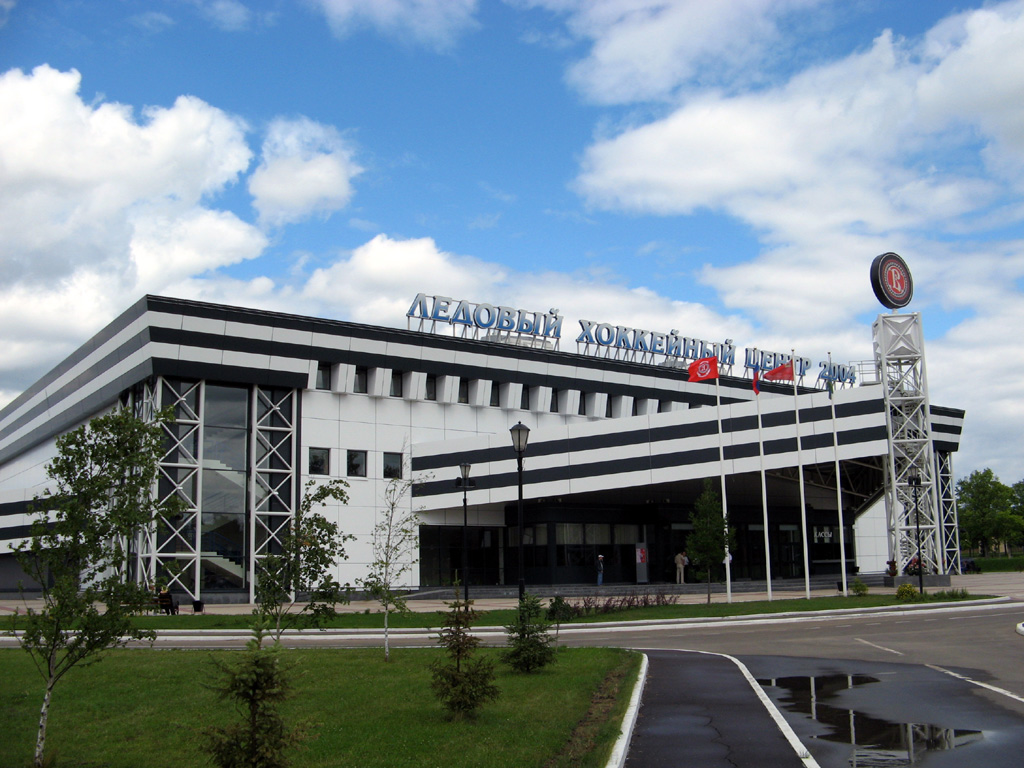
Ледовый хоккейный центр

В Чеховском районе большое внимание уделяется развитию физической культуры и спорта.
Настоящей кузницей спортивных кадров являются детские спортивные школы, развитию и поддержке которых уделяется большое внимание. Юные хоккеисты выступают 5 командами, футболисты — четырьмя командами. Юные гандболисты выступают пятью командами и во всех возрастных группах занимают призовые места. В 2007 году команда юношей 1995 года рождения выиграла международный турнир в Беларуси. Команда юных ватерполистов становилась призёрами международных турниров в Черногории, Италии, Испании.
В 2004 году построен «Ледовый хоккейный центр 2004», и хоккейный клуб «Витязь», ранее относившийся к Подольску, переехал в Чехов и базировался в городе до начала сезона 2013/14. С начала сезона 2013/14 и до начала сезона 2022/23 вновь выступал в Подольске. С начала сезона 2022/23 и до прекращение существование хоккейного клуба витязь  выступал в Балашихе.
В декабре 2001 года на базе клуба «ЦСКА-СпортАкадем» был создан новый гандбольный клуб «Чеховские медведи», который 21 раз подряд выигрывал чемпионат России (2002—2022) под руководством Владимира Максимова.

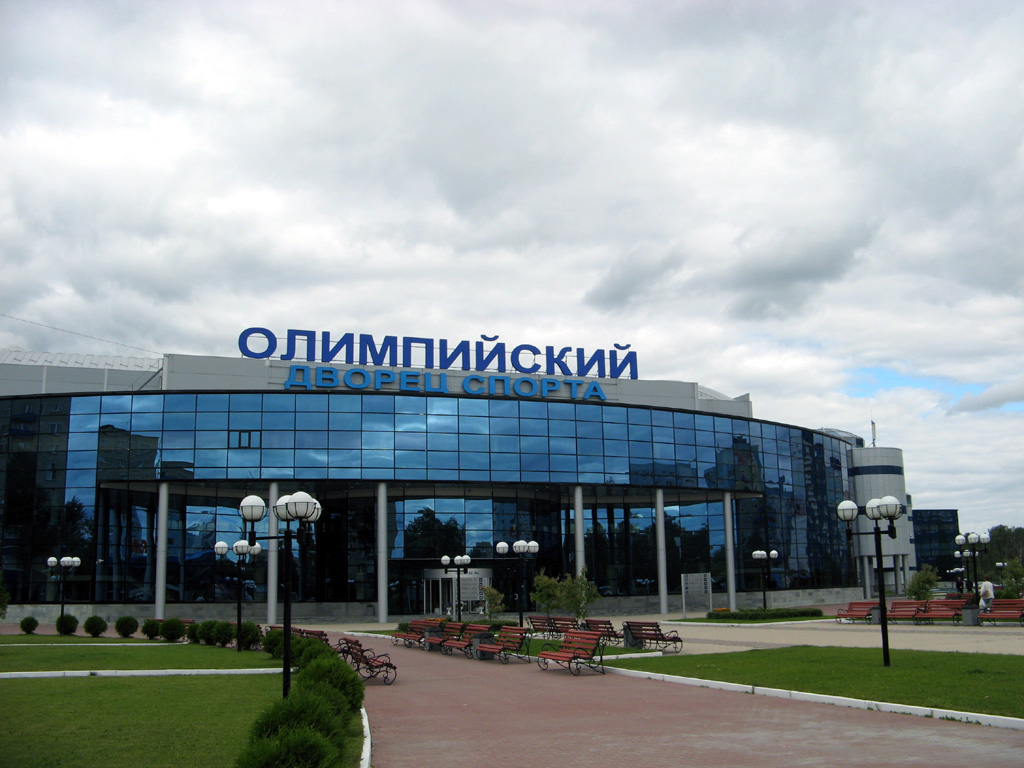
Олимпийский дворец спорта

Летом 2003 года в Чехове был открыт Дворец спорта «Олимпийский». На большой спортивной арене и в бассейне проходят международные и всероссийские соревнования, а также выставки и концертные программы. На арене проходили матчи Лиги чемпионов ЕГФ, игры чемпионата России по гандболу и мини-футболу, международный турнир по профессиональному боксу на титул интерконтинентального чемпиона мира по версии IBF, международный турнир по гандболу на Кубок губернатора Московской области и др. Дворец спорта принимал в 2005 году матчи чемпионата Европы по баскетболу среди юношей до 20 лет. В 2007 году здесь прошёл чемпионат России по художественной гимнастике. В 2000-е годы в бассейне дворца спорта «Олимпийский» выступала команда «Штурм-2002», которая становилась чемпионом России по водному поло.
Работает клуб людей с ограниченными возможностями «Чайка», где занимаются около 50 человек с нарушением опорно-двигательного аппарата и около 50 человек инвалидов по слуху. Спортсмены этого клуба становились победителями и призёрами областных соревнований. Алексей Щербаков стал чемпионом России по стрельбе из лука и, выступая на чемпионате мира в Сеуле, занял 7-е место, что дало право выступить на Паралимпийских играх в Пекине. Сергей Денисов — чемпион мира по шахматам среди ходячих лиц с поражением опорно-двигательного аппарата 2010 года.
В городе базируются или ранее базировались следующие спортивные команды:
- «Чеховские медведи» — гандбольная команда — 21-кратный чемпион России, обладатель Кубка кубков 2006 года.
- «Штурм-2002» — ватерпольная команда, четырёхкратный чемпион России (с 2009 года переехала в Рузу)
- Команда «Чеховские ястребы» — чемпионы Московской области по баскетболу среди юношей 1991 года рождения.
- «Фортуна» — мини-футбольная команда.

## Культура

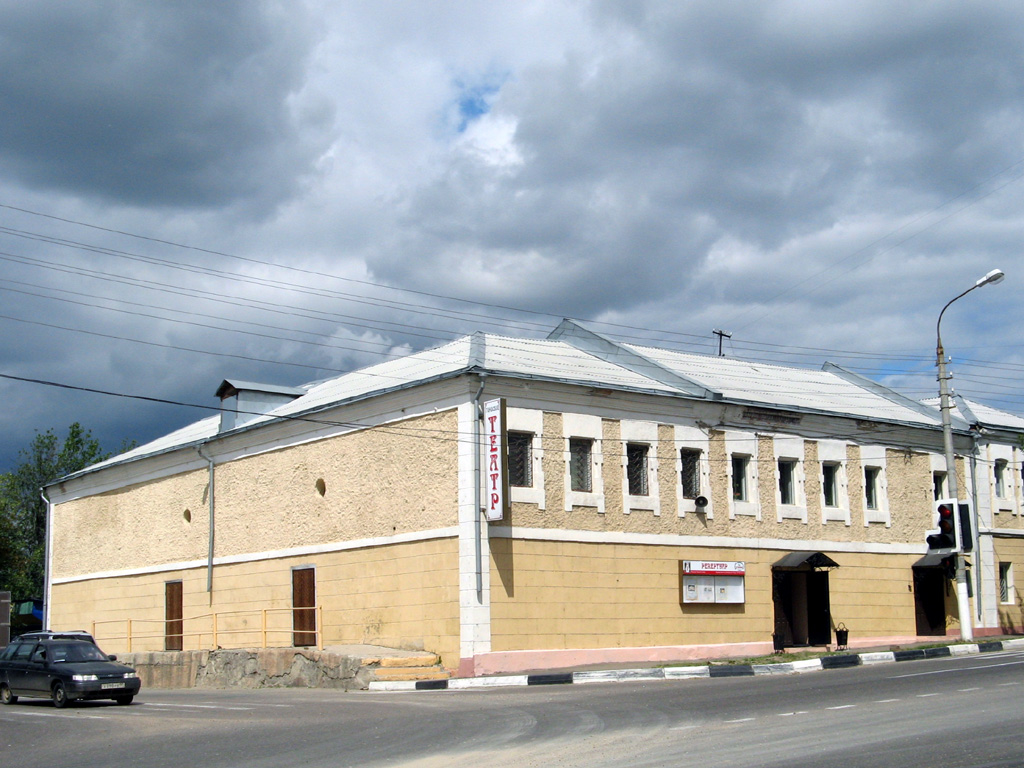
Городской театр

- Чеховский городской театр «Театр на Московской» (создан в 2001 году)
- Музей писем А. П. Чехова
- Чеховский музей памяти 1941—1945
- Музей крестьянского быта
- Центральная детская библиотека
- Межпоселенческая центральная библиотека

## Средства массовой информации

### Газеты
В Чехове издаётся несколько газет, крупнейшие из них — еженедельная общественно-политическая газета «Чехов Сегодня», информационно-аналитическая газета «Читают Все», газета «Время Чеховское», газета «Лопасня».
В начале 2012 года в Чехове появилось официальное электронное СМИ.
В конце 2012 года в Чехове появился информационно-развлекательный портал chehov-vid.ru.

### Радиостанции
- УКВ 65,90 — «Радио России» / «Радио 1»
- FM 92,2 — «Love Radio»
- FM 92,6 — «Радио Комета»
- FM 94,2 — «Радио Дача» / «Радио 1»

Также в городе можно услышать радиостанции из Москвы и Серпухова.

### Телевидение
- «Чехов ВИД» совместно с телеканалом «ТНТ» (2008—2016, закрыт)
- РЕН ТВ − Чехов
- 1 МВ «Первый канал» (Останкино, 40кВт) + стерео + телетекст
- 3 МВ "ТВ Центр (Останкино, 40кВт) + стерео + телетекст
- 8 МВ НТВ (Останкино, 40кВт)
- 11 МВ «Россия-1» (Останкино, 60кВт) + телетекст
- 31 ДМВ «Домашний» (Останкино, 20кВт)
- 33 ДМВ «Культура» (Останкино, 20кВт) + телетекст

## Достопримечательности
- Бывшая усадьба Васильчиковых «Зачатьевское»
- Отделение почты, построенное при содействии Антона Павловича Чехова
- Анно-Зачатьевская церковь
- Сквер им. А. П. Чехова
- Святой источник
- Аллея Славы защитников Отечества
- Городской парк усадьбы Гончаровых
- Памятник Т-34

## Города-побратимы
- Копыль (бел. Капыль), Беларусь
- Красногвардейский район, Россия
- Очамчырский район (абх. Очамчыра араион), Абхазия
- Пятигорск, Россия
- Дубоссары, Приднестровье